# Canon EOS C300 Mark II
C300 Mark II, Canon EOS はCanonの映画カメラ。 
キヤノンは、エヴァン・カウフマン監督のキヤノンC300 Mark IIを使用した最初の短編映画「トリックショット」の製作を後援しました。 ☃☃ 
- 8.85mp 4206x2340 Super-35 CMOSセンサー（ QFHD解像度） [1]
- Dual-DIGIC DV5プロセッサ
- Canon XF-AVCコーデック
- デュアルCFastカードスロット
- 102,400のピークASA
- 顔検出機能を備えたデュアルピクセルオートフォーカス
- 10ビットCanon Log 2ガンマが利用可能（以前のCanon Logガンマを含む）
- BP-A30バッテリーを使用
- LCDモニター/ XLRオーディオユニット、サイドグリップ、トップハンドルを含むシステムとして販売。
- 発売予定日：2015年9月
- 価格：約16,000米ドル（元）、10,000米ドル（現在）

1. ↑  “EOS C300 Mark II”. www.usa.canon.com. 2016年3月15日閲覧。

| サブスタブ | この項目は、まだ閲覧者の調べものの参照としては役立たない、書きかけの項目です。この項目を加筆・訂正などしてくださる協力者を求めています。このテンプレートは分野別のサブスタブテンプレートやスタブテンプレート（Wikipedia:分野別のスタブテンプレート参照）に変更することが望まれています。 |